# Seznam gimnazij v Sloveniji
Seznam gimnazij v Sloveniji in zamejstvu.

## Splošne gimnazije in srednje šole, ki izvajajo tudi splošne gimnazijske programe

### A
- Gimnazija Antona Aškerca (Šolski center Ljubljana)

### B
- Gimnazija Bežigrad (Ljubljana)
- Gimnazija Brežice
- Britanska mednarodna šola (Ljubljana)

### D
- Gimnazija Domžale

### C
- I. gimnazija v Celju
- Gimnazija Celje - Center
- Gimnazija Gian Rinaldo Carli Koper /Ginnasio Gian Rinaldo Carli Capodistria

### Č
- Srednja šola Črnomelj - Gimnazija

### E
- Evropska šola - Gimnazija, Ljubljana (European School Ljubljana)
- ERUDIO zasebna gimnazija (Ljubljana)

### F
G

### I
- Gimnazija Ilirska Bistrica

### J
- Gimnazija Jožeta Plečnika Ljubljana
- Gimnazija Jesenice
- Gimnazija Jurija Vege Idrija

### K
- Gimnazija in srednja šola Rudolfa Maistra Kamnik
- Gimnazija Koper
- Gimnazija Gian Rinaldo Carli Koper (italijanska)
- Klasična gimnazija v Ljubljani (nekdanja)
- Gimnazija in srednja šola Kočevje
- Gimnazija Kranj
- Gimnazija Franceta Prešerna Kranj
- Gimnazija Krško

### L
- Gimnazija Lava (Celje)
- Gimnazija Ledina (Ljubljana)
- Dvojezična srednja šola Lendava - gimnazija (slovensko-madžarska)
- Gimnazija Litija
- Srednja vzgojiteljska šola in gimnazija Ljubljana?
- Gimnazija Franca Miklošiča Ljutomer

### M
- Prva gimnazija Maribor
- II. gimnazija Maribor
- III. gimnazija Maribor
- Gimnazija Moste (Ljubljana)
- Gimnazija Murska Sobota

### N
- Gimnazija Nova Gorica
- Gimnazija Novo mesto

### O
- Gimnazija Ormož

### P
- Srednja šola Veno Pilon Ajdovščina - Gimnazija
- Gimnazija, elektro in pomorska šola Piran
- Gimnazija Antonio Sema Piran (italijanska)
- Gimnazija Jožeta Plečnika (Ljubljana)
- Gimnazija Poljane (Ljubljana)
- Gimnazija Postojna
- Gimnazija Ptuj

### R
- Ekonomska gimnazija in srednja šola Radovljica
- Gimnazija Ravne na Koroškem
- Gimnazija, Šolski center Rogaška Slatina
- Gimnazija in srednja kemijska šola Ruše (nekdaj Gimnazija Ruše)

### S
- Šolski center Srečka Kosovela Sežana, Gimnazija in ekonomska šola, Sežana
- Gimnazija Antonio Sema Piran / Ginnasio Antonio Sema Pirano
- Gimnazija Slovenj Gradec
- Srednja šola Slovenska Bistrica - Splošna gimnazija
- Šolski center Slovenske Konjice - Zreče, Gimnazija Slovenske Konjice
- Gimnazija (prej Stična) - Srednja šola Josipa Jurčiča Ivančna Gorica

### Š
- Gimnazija Šentvid (Ljubljana)
- Gimnazija Šiška (Ljubljana)
- Škofijska gimnazija Antona Martina Slomška (Maribor)
- Škofijska klasična gimnazija, Ljubljana
- Gimnazija Škofja Loka

### T
- Gimnazija Tolmin
- Gimnazija in ekonomska srednja šola Trbovlje

### V
- Gimnazija Jurija Vege Idrija
- Šolski center Velenje, Splošna in strokovna gimnazija
- Gimnazija Vič (Ljubljana)
- Gimnazija Velenje
- Škofijska gimnazija Vipava

### W
- Waldorfska šola - gimnazija (Ljubljana)

### Ž
- Gimnazija Želimlje (Zavod sv. Frančiška Saleškega)

## Ekonomske gimnazije
- Ekonomska gimnazija in srednja šola Radovljica
- Ekonomska šola Celje - ekonomska gimnazija
- Ekonomska šola Ljubljana - ekonomska gimnazija
- Ekonomska šola Novo mesto, Srednja šola in gimnazija
- Srednja ekonomska šola in gimnazija Maribor
- Srednja ekonomsko-poslovna šola Koper - ekonomska gimnazija
- Ekonomsko-storitveni izobraževalni center Kranj - gimnazija
- (Srednja šola - Ekonomska gimnazija - UPI Ljudska univerza Žalec)

## Tehniške gimnazije
- Tehniška gimnazija Krško
- Tehniška gimnazija Novo mesto
- Tehniška gimnazija Koper
- Tehniški šolski center Kranj, Strokovna gimnazija - Tehniška gimnazija
- Elektrotehniško-računalniška strokovna šola in gimnazija Ljubljana
- Biotehniški izobraževalni center Ljubljana, Gimnazija in veterinarska šola
- Srednja elektro šola in tehniška gimnazija, Novo mesto
- Kmetijska šola Grm in biotehniška gimnazija, Novo mesto
- Srednja gradbena šola in gimnazija Maribor
- Srednja elektro-računalniška šola Maribor, Strokovna gimnazija
- Tehniška gimnazija in zdravstvena šola, Nova Gorica
- Gimnazija Lava, Celje - Tehniška gimnazija
- Biotehniški center Naklo - biotehniška gimnazija

## Slovenske gimnazije v zamejstvu
- Zvezna in zvezna realna gimnazija za Slovence, Celovec, Avstrija
- gimnazija na Plešivcu (Šentvid ob Glini, Koroška, Avstrija)
- Licej Žiga Zois Trst
- Licej Franceta Prešerna v Trstu
- Gorica